# Coupe d'Europe du 10 000 mètres 2017
Navigation
Édition précédente Édition suivante
La Coupe d'Europe du 10 000 mètres 2017 (anglais : 2017 European 10,000m Cup) s'est déroulée le 10 juin 2017 dans le RCOP Stadium, à Minsk, en Biélorussie.

## Médaillés
| Épreuve     | Or                             | Argent                         | Bronze                      |
| ----------- | ------------------------------ | ------------------------------ | --------------------------- |
| Individuel  |                                |                                |                             |
| Hommes      | Antonio Abadía 28 min 31 s 16  | Juan Pérez 28 min 35 s 69      | Carlos Mayo 28 min 48 s 41  |
| Femmes      | Sara Moreira 32 min 03 s 57    | Volha Mazuronak 32 min 13 s 73 | Esma Aydemir 32 min 41 s 03 |
| Par équipes |                                |                                |                             |
| Hommes      | Espagne 1 h 25 min 55 s 26     | Italie 1 h 27 min 35 s 99      | Ukraine 1 h 29 min 03 s 26  |
| Femmes      | Biélorussie 1 h 37 min 57 s 33 | Portugal 1 h 39 min 42 s 84    | Ukraine 1 h 41 min 25 s 0   |

## Résultats

### Hommes
| Rang               | Série | Athlète                 | Pays | Temps    | Note   |
| ------------------ | ----- | ----------------------- | ---- | -------- | ------ |
| Médaille d'or      | A     | Antonio Abadía          | ESP  | 28:31.16 | SB     |
| Médaille d'argent  | A     | Juan Pérez              | ESP  | 28:35.69 | SB     |
| Médaille de bronze | A     | Carlos Mayo             | ESP  | 28:48.41 | PB     |
| 4                  | A     | Aras Kaya               | TUR  | 29:03.13 | SB     |
| 5                  | A     | Stefano La Rosa         | ITA  | 29:08.05 |        |
| 6                  | A     | Ahmed El Mazoury        | ITA  | 29:09.93 |        |
| 7                  | A     | Marco Najibe Salami     | ITA  | 29:18.01 | PB     |
| 8                  | B     | Alexandru Nicolae Soare | ROU  | 29:18.33 | PB     |
| 9                  | A     | Dmytro Lashyn           | UKR  | 29:21.36 |        |
| 10                 | A     | Roman Romanenko         | UKR  | 29:21.43 |        |
| 11                 | A     | Uladsilau Pramau        | BLR  | 29:30.45 |        |
| 12                 | A     | Eyob Ghebrehiwet Faniel | ITA  | 29:50.24 |        |
| 13                 | B     | Samuele Dini            | ITA  | 29:55.29 |        |
| 14                 | B     | Stsiapan Rahautsou      | BLR  | 30:00.95 |        |
| 15                 | A     | Matthew Leach           | GBR  | 30:02.36 |        |
| 16                 | B     | Lorenzo Dini            | ITA  | 30:02.94 |        |
| 17                 | A     | Graham Rush             | GBR  | 30:03.97 |        |
| 18                 | B     | Sezgin Ataç             | TUR  | 30:04.02 | PB     |
| 19                 | B     | Andreas Kempf           | SUI  | 30:10.86 | PB     |
| 20                 | A     | Daniel Sanz             | ESP  | 30:11.84 |        |
| 21                 | B     | Artem Kazban            | UKR  | 30:20.47 |        |
| 22                 | B     | Yann Schrub             | FRA  | 30:30.43 |        |
| 23                 | B     | Rok Puhar               | SLO  | 30:33.69 | PB     |
| 24                 | B     | Yehor Zhukov            | UKR  | 30:40.88 |        |
| 25                 | B     | Jānis Višķers           | LAT  | 30:42.14 | PB     |
| 26                 | B     | Jiří Homoláč            | CZE  | 30:50.51 | SB     |
| 27                 | B     | Siarhei Platonau        | BLR  | 30:59.25 |        |
| 28                 | B     | Ramazan Özdemir         | TUR  | 31:09.22 | PB     |
| 29                 | A     | Mohamed Zarhouni        | ESP  | 31:26.66 |        |
| 30                 | A     | Félix Bour              | FRA  | 31:41.95 |        |
| -                  | A     | Kristian Jones          | GBR  | DNF      |        |
| -                  | A     | Bruno Albuquerque       | POR  | DNF      |        |
| -                  | A     | Olivier Irabaruta       | BDI  | DNF      | Lièvre |
| -                  | A     | Haymanot Alewe          | ETH  | DNF      | Lièvre |
| -                  | B     | Ivan Popov              | BUL  | DNF      |        |

| Antonio Abadía     | 28:31.16   |
| Juan Pérez         | 28:35.69   |
| Carlos Mayo        | 28:48.41   |
| (Daniel Sanz)      | (30:11.84) |
| (Mohamed Zarhouni) | (31:26.66) |

| Stefano La Rosa           | 29:08.05   |
| Ahmed El Mazoury          | 29:09.93   |
| Marco Najibe Salami       | 29:18.01   |
| (Eyob Ghebrehiwet Faniel) | (29:50.24) |
| (Samuele Dini)            | (29:55.29) |
| (Lorenzo Dini)            | (30:02.94) |

| Dmytro Lashyn   | 29:21.36   |
| Roman Romanenko | 29:21.43   |
| Artem Kazban    | 30:20.47   |
| (Yehor Zhukov)  | (30:40.88) |

| Aras Kaya       | 29:03.13 |
| Sezgin Ataç     | 30:04.02 |
| Ramazan Özdemir | 31:09.22 |

| Uladsilau Pramau   | 29:30.45 |
| Stsiapan Rahautsou | 30:00.95 |
| Siarhei Platonau   | 30:59.25 |

- Note: Les athlètes entre parenthèses ne sont pas pris en compte pour le classement par équipes.

### Femmes
| Rang               | Série | Athlète                | Pays | Temps    | Note   |
| ------------------ | ----- | ---------------------- | ---- | -------- | ------ |
| Médaille d'or      | A     | Sara Moreira           | POR  | 32:03.57 | SB     |
| Médaille d'argent  | A     | Volha Mazuronak        | BLR  | 32:13.73 | PB     |
| Médaille de bronze | A     | Esma Aydemir           | TUR  | 32:41.03 | PB     |
| 4                  | A     | Sabrina Mockenhaupt    | GER  | 32:46.37 | SB     |
| 5                  | A     | Sviatlana Kudzelich    | BLR  | 32:48.62 | SB     |
| 6                  | A     | Nastassia Ivanova      | BLR  | 32:54.98 | PB     |
| 7                  | A     | Carla Salomé Rocha     | POR  | 33:10.43 |        |
| 8                  | B     | Yuliya Shmatenko       | UKR  | 33:11.13 | PB     |
| 9                  | A     | Lonah Chemtai          | ISR  | 33:20.16 |        |
| 10                 | B     | Olha Kotovska          | UKR  | 33:34.49 | SB     |
| 11                 | B     | Isabel Mattuzzi        | ITA  | 33:43.00 | PB     |
| 12                 | A     | Nina Savina            | BLR  | 33:43.52 |        |
| 13                 | B     | Roxana Bârcă           | ROU  | 33:46.65 | PB     |
| 14                 | A     | Büşra Nur Koku         | TUR  | 33:48.37 |        |
| 15                 | A     | Katrina Wootton        | GBR  | 33:49.74 |        |
| 16                 | B     | Martina Tresch         | SUI  | 34:03.59 |        |
| 17                 | A     | Claire Duck            | GBR  | 34:08.72 |        |
| 18                 | B     | Marta Esteban          | ESP  | 34:10.42 | PB     |
| 19                 | A     | Lyudmila Lyakhovich    | BLR  | 34:15.28 |        |
| 20                 | A     | Katarzyna Rutkowska    | POL  | 34:19.03 |        |
| 21                 | B     | Irene Pelayo           | ESP  | 34:20.45 |        |
| 22                 | A     | Daniela Cunha          | POR  | 34:28.84 |        |
| 23                 | A     | Louise Small           | GBR  | 34:29.54 |        |
| 24                 | B     | Andreea Alina Piscu    | ROU  | 34:39.29 | SB     |
| 25                 | B     | Olena Serdyuk          | UKR  | 34:39.38 |        |
| 26                 | B     | Susana Godinho         | POR  | 34:42.65 |        |
| 27                 | B     | Paula Todoran          | ROU  | 34:48.85 | SB     |
| 28                 | B     | Raquel Gómez           | ESP  | 34:53.10 |        |
| 29                 | B     | Liliana Dragomir       | ROU  | 34:54.22 | PB     |
| 30                 | A     | Viktoriya Kalyuzhna    | UKR  | 34:57.41 |        |
| 31                 | B     | Tatsiana Stsefanenka   | BLR  | 34:58.07 |        |
| 32                 | A     | Monica Madalina Florea | ROU  | 34:58.52 | SB     |
| 33                 | B     | Vaida Žūsinaitė        | LTU  | 35:45.22 | PB     |
| 34                 | B     | Moira Stewartová       | CZE  | 35:58.89 |        |
| 35                 | B     | Emine Hatun Tuna       | TUR  | 36:10.24 | SB     |
| 36                 | B     | Fadime Suna            | TUR  | 36:17.11 |        |
| -                  | A     | Rosaria Console        | ITA  | DNF      |        |
| -                  | A     | Inês Monteiro          | POR  | DNF      |        |
| -                  | A     | Bezunesh Getachew      | ETH  | DNF      | Lièvre |
| -                  | B     | Fatna Maraoui          | ITA  | DNF      |        |
| -                  | B     | Sonja Roman            | SLO  | DNF      |        |

| Volha Mazuronak        | 32:13.73   |
| Sviatlana Kudzelich    | 32:48.62   |
| Nastassia Ivanova      | 32:54.98   |
| (Nina Savina)          | (33:43.52) |
| (Lyudmila Lyakhovich)  | (34:15.28) |
| (Tatsiana Stsefanenka) | (34:58.07) |

| Sara Moreira       | 32:03.57   |
| Carla Salomé Rocha | 33:10.43   |
| Daniela Cunha      | 34:28.84   |
| (Susana Godinho)   | (34:42.65) |
| (Inês Monteiro)    | (DNF)      |

| Yuliya Shmatenko      | 33:11.13   |
| Olha Kotovska         | 33:34.49   |
| Olena Serdyuk         | 34:39.38   |
| (Viktoriya Kalyuzhna) | (34:57.41) |

| Katrina Wootton | 33:49.74 |
| Claire Duck     | 34:08.72 |
| Louise Small    | 34:29.54 |

| Esma Aydemir     | 32:41.03   |
| Büşra Nur Koku   | 33:48.37   |
| Emine Hatun Tuna | 36:10.24   |
| (Fadime Suna)    | (36:17.11) |

| Roxana Bârcă             | 33:46.65   |
| Andreea Alina Piscu      | 34:39.29   |
| Paula Todoran            | 34:48.85   |
| (Liliana Dragomir)       | (34:54.22) |
| (Monica Madalina Florea) | (34:58.52) |

| Marta Esteban | 34:10.42 |
| Irene Pelayo  | 34:20.45 |
| Raquel Gómez  | 34:53.10 |

- Note: Les athlètes entre parenthèses ne sont pas pris en compte pour le classement par équipes.

## Tableau des médailles
- Pays organisateur

| Rang  | Nation | Or | Argent | Bronze | Total |
| ----- | ------ | -- | ------ | ------ | ----- |
| 1     | ESP    | 2  | 1      | 1      | 4     |
| 2     | BLR    | 1  | 1      | 0      | 2     |
| 3     | POR    | 1  | 1      | 0      | 2     |
| 4     | ITA    | 0  | 1      | 0      | 1     |
| 5     | UKR    | 0  | 0      | 2      | 2     |
| 6     | TUR    | 0  | 0      | 1      | 1     |
| Total | Total  | 4  | 4      | 4      | 12    |

## Légende
Records et Performances
- AR : Record continental (area record)
- CR : Record des championnats (championship record)
- MR : Record du meeting (meet record)
- NR : Record national (national record)
- OR : Record olympique (olympic record)
- PR : Record paralympique (paralympic record)
- PB : Record personnel (personal best)
- SB : Meilleure performance personnelle de la saison (season's best)
- WL : Meilleure performance mondiale de l'année (world leader)
- WJR : Record du monde junior (world junior record)
- WR : Record du monde (world record)

Circonstances et Conditions
- DNF : N'a pas terminé (did not finish)
- DNS : N'a pas pris le départ (did not start)
- DQ : Disqualification (disqualification)
- NM : Aucun essai valable enregistré (No Mark)
- Q : Qualifié « directement » au prochain tour (ou à la prochaine compétition), lors d'une compétition majeure, grâce au classement ou à la réalisation des minima (automatic qualifier)
- q : Qualifié au prochain tour (ou à la prochaine compétition), lors d'une compétition majeure, grâce au repêchage ou à la réalisation de l'une des meilleures performances parmi celles des « non qualifiés directement » (grâce au meilleur temps ou à la meilleure distance par exemple) (secondary qualifier)